# هنری دیتردینگ

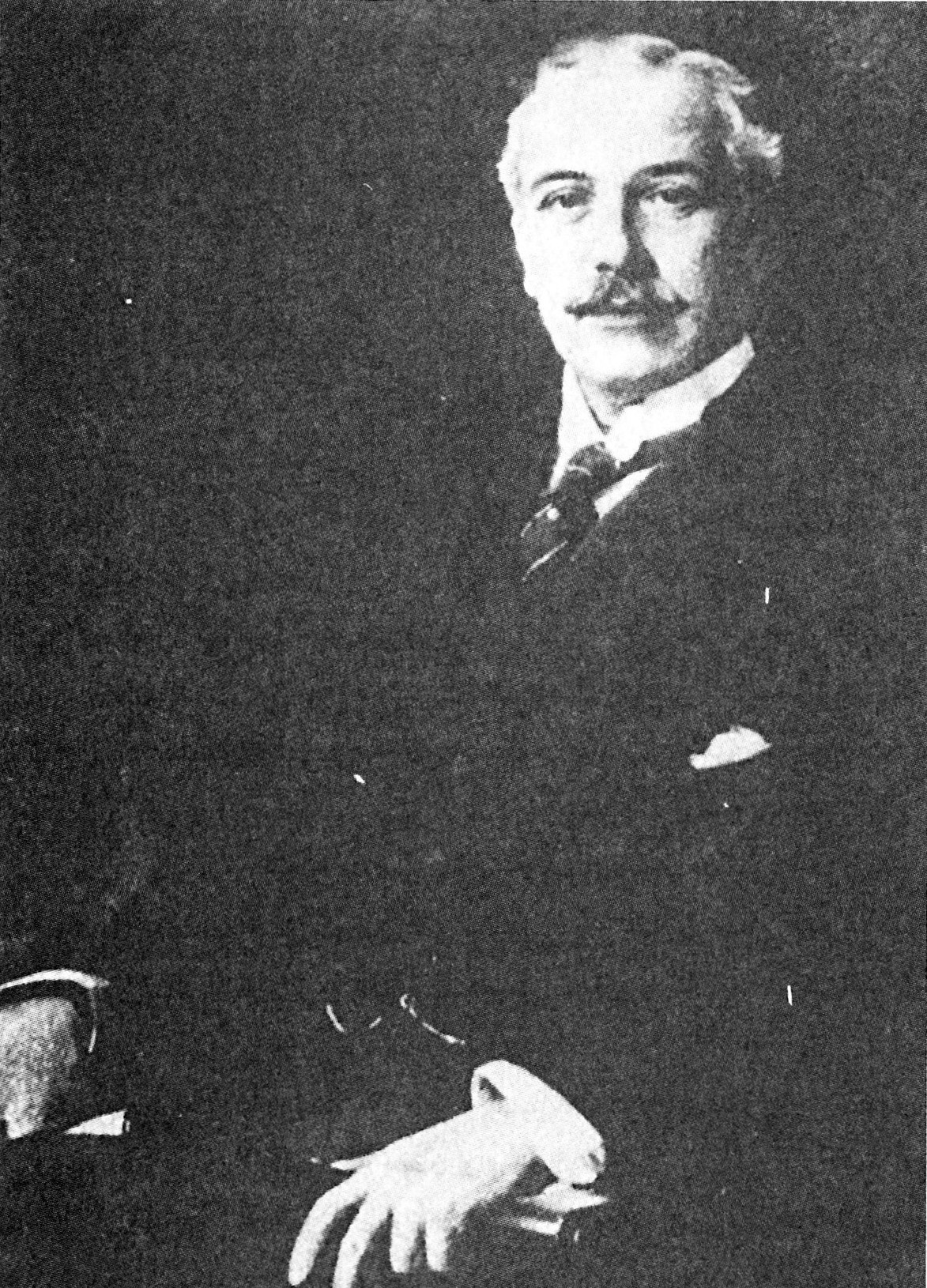
هنری دیتردینگ در سال ۱۹۰۰

 سر هنری ویلهلم آوگوست دیتردینگ، (به انگلیسی: Henri Wilhelm August Deterding) (زاده ۱۹ آوریل ۱۸۶۶ - درگذشته ۴ فوریه ۱۹۳۹) کارآفرین، صنعتگر و مدیر ارشد اجرایی هلندی بود، که یکی از بنیانگذاران شرکت رویال داچ شل به‌شمار می‌آید.

## زندگی‌نامه
او در ۱۶ سالگی از تحصیل چشم پوشید و در ۲۲ سالگی به هند شرقی هلند (اندونزی) رفت. وی در استخدام شرکت رویال داچ ترقی کرد.وی در سال ۱۹۰۰ مدیرعامل و در ۱۹۰۲ مدیرکل آن شد. در پی مذاکرات و رایزنی‌های دیتردینگ و مارکوس ساموئل (مالک شرکت بریتانیایی شل) سپس ادغام شرکت رویال داچ با شرکت شل و تأسیس رویال داچ شل، دیتردینگ به‌عنوان رییس هیئت مدیره شرکت جدید منصوب گردید. وی تا سال ۱۹۳۶ عملأ سکان رهبری این شرکت نفتی را در دست داشت. دیتردینگ در دوران مدیریت خود، با گذر از شرکت استاندارد اویل جان دیویس راکفلر، رویال داچ شل را به بزرگترین شرکت نفتی جهان تبدیل کرد.دتردینگ در ۱۹۱۲ شرکت شل کالیفرنیا را در آمریکا تأسیس کرد. همچنین وی سرمایه‌گذاری کلانی در قفقاز کرد و علیه رژیم بلشویک فعالیت نمود. او بهارتش سفید روسیه که مشغول نبرد با ارتش سرخ بود کمک‌های مالی فراوان نمود ولی سرانجام با پیروزی ارتش سرخ تمام سرمایه گذاری‌های او در قفقاز از بین رفت. او یکی از تحسین کنندگان نازی‌ها بود. دیتردینگ سرانجام در ۱۹۳۶ از کار کناره گرفت و در ۱۹۳۹ درگذشت. در زمان مرگ ثروت او بالغ بر ۷۰ میلیون لیره انگلیسی بود. شرکتی که او تأسیس کرد کماکان یکی از بزرگترین شرکت‌های جهان به‌شمار می‌آید و در سراسر جهان نفتیداای سهم است.